# Guzmania victoriae
Guzmania victoriae är en gräsväxtart som beskrevs av Werner Rauh. Guzmania victoriae ingår i släktet Guzmania och familjen Bromeliaceae. Inga underarter finns listade i Catalogue of Life.